# أبو عيسى الوراق
أبو عيسى محمد ابن هارون الوراق كان متشككاً من القرن التاسع الميلادي. كان معلماً وصديقاً لابن الراوندي، وقد ذكره الأخير في كتاب الزمرد. أخطئت بعض المصادر الإسلامية التي وصفته كـ مسلم بينما وصفته مصادر أخرى بـ مانوي. ويعتقد أنه شخصية غير حقيقية بل اسم مستعار، عرف بابن وراق اسمه كاسمٍ حركي مستعارٍ له.

## رؤيته للإسلام
كان الوراق يشك في وجود الله؛ لأنه يأمر عبده بفعل أشياء هو يعرف أنه غير قادر عليها، ثم يعاقبه وكان يشك أيضاً في الادعائات الواصفة محمد بأنه نبي.
طعن الوراق في فكرة أن يكون الإسلام رسالة منزّلة، وحجته في ذلك أنه إذا كان البشر قادرين على إدراك أن التسامح فعل خيّر، على سبيل المثال، بأنفسهم، فإنه لا حاجة إذاً لنبي، وأنه ليس علينا الاهتمام بادعائات من ينصبوا أنفسهم أنبياء إذا كانت تلك الادعائات هي نقيضاً للمنطق والتقدير السليم.
أعجب الوراق بالفكر ليس على أساس خضوعه لله، ولكن على أساس شغفه بعجائب العلم. وأوضح بأن الناس طوروا علم الفلك بالتأمل والتحديق في السماء، وأنهم لم يكونوا بحاجة إلى أنبياء ليعلموهم كيفية التحديق. كذلك أنهم لم يكونوا بحاجة لأنبياء ليعلموهم صناعة الناي، ولا العزف عليه.